# توماس بي. كورتيس
توماس بي. كورتيس (بالإنجليزية: Thomas B. Curtis)‏ هو ضابط ومحامي وسياسي أمريكي، ولد في 14 مايو 1911 في سانت لويس في الولايات المتحدة، وتوفي في 10 يناير 1993 في ألغن في الولايات المتحدة. حزبياً، نشط في الحزب الجمهوري. وقد انتخب عضو مجلس النواب الأمريكي.